# زئیر
زئیر (به فرانسوی: République du Zaïre) نام کشوری در آفریقای مرکزی در فاصلهٔ میان سال‌های ۱۹۷۱ تا ۱۹۹۷ میلادی بود که امروزه جمهوری دموکراتیک کنگو نامیده می‌شود. کلمهٔ زئیر صورت پرتغالی‌شدهٔ نام رودخانهٔ کنگو در زبان کنگویی است که به آن نزاره یا نزادی به‌معنای «رودی که همهٔ رودها را می‌بلعد» می‌گویند.